# Røveri
Røveri er uretmæssig tilegnelse af rørlig ejendom ved hjælp af umiddelbar vold eller trusler herom. 
Røveri adskiller sig fra tyveri på grund af elementet af konfrontation og voldstrussel. Derfor er strafferammen for røveri højere end den for tyveri.

## Straffeloven
Gældende pr. 2006.
§ 288.
For røveri straffes med fængsel indtil 6 år den, som for derigennem at skaffe sig eller andre uberettiget vinding ved vold eller trussel om øjeblikkelig anvendelse af vold
1. fratager eller aftvinger nogen en fremmed rørlig ting,
2. bringer en stjålen ting i sikkerhed eller
3. tvinger nogen til en handling eller undladelse, der medfører formuetab for den overfaldne eller nogen, for hvem denne handler.

Stk. 2.
Straffen kan stige til fængsel i 10 år, når et røveri er af særlig grov beskaffenhed navnlig på grund af dets særlig farlige karakter, udførelsesmåden eller omfanget af den opnåede eller tilsigtede vinding, eller når et større antal forbrydelser er begået.